# Walter Hauser (Politiker, 1837)

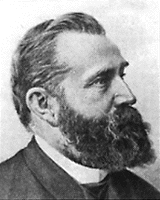
Walter Hauser

Walter Hauser (* 1. Mai 1837 in Wädenswil; † 22. Oktober 1902 in Bern; heimatberechtigt in Wädenswil) war ein Schweizer Unternehmer und Politiker (FDP). Die Gerberei, die er von seinem Vater übernommen hatte, gehörte zu den grössten in der Schweiz. Von 1869 bis 1881 war er Zürcher Kantonsrat, anschliessend sieben Jahre lang Regierungsrat. Auf Bundesebene gehörte er zunächst von 1869 bis 1875 dem Nationalrat an, ab 1879 dem Ständerat. Im Dezember 1888 wurde Hauser in den Bundesrat gewählt, dem er bis zu seinem Tod angehörte. Von einer kurzen Ausnahme abgesehen, leitete er stets das Finanzdepartement. In den Jahren 1892 und 1900 war er Bundespräsident.

## Biografie

### Beruf und sonstige Tätigkeiten
Er war der zweitjüngste Sohn des wohlhabenden Gerbermeisters und Stabshauptmanns Jakob Arnold Hauser und von Emilie Theiler. Nach der Volksschule besuchte er das «Institut Heer» in Wädenswil, später das Gymnasium in Zürich. Da er an Naturwissenschaften interessiert war, hatte Hauser eigentlich vor, Apotheker zu werden. Doch als sein ältester Bruder starb, trat er 1854 an dessen Stelle in die väterliche Firma ein. Er absolvierte eine Gerberlehre und stieg zum Geschäftsführer und Inhaber auf. Seine Gerberei gehörte zu den grössten in der Schweiz. 1865 heiratete er Marie Sophie Wiedemann; das Paar hatte vier Töchter, darunter die Malerin Sophie Hauser.
In der Armee war Hauser Offizier der Artillerie. 1875 wurde er zum Major befördert, 1880 zum Oberstleutnant, 1888 zum Obersten. Ausserdem war er Kommandant der Feuerwehr Wädenswil und Mitglied des örtlichen Turnvereins. Technischen Neuerungen war er stets aufgeschlossen; er gehörte zu den Initianten der linksufrigen Zürichseebahn (1859), der Wädenswil-Einsiedeln-Bahn (1870) und des Gaswerks Wädenswil (1874).

### Kantonale und nationale Politik
Ende der 1860er Jahre begann Hauser politisch aktiv zu werden und schloss sich der linksliberalen demokratischen Bewegung an, die sich für direkte Demokratie, soziale Reformen und einen zentralistischen Staat einsetzte. Dabei trat er als besonnener Politiker in Erscheinung, der das von Alfred Escher beherrschte politische System geschickt, aber nicht in draufgängerischer Weise bekämpfte. Als Mitglied des Verfassungsrates beteiligte er sich 1868 an der Ausarbeitung der neuen Verfassung des Kantons Zürich. Ein Jahr später wurde er in den Kantonsrat gewählt, 1881 folgte die Wahl in den Regierungsrat. In der Kantonsregierung leitete er bis 1887 das Finanzdepartement, anschliessend das Baudepartement.
Bei den Parlamentswahlen 1869 kandidierte Hauser mit Erfolg im Wahlkreis Zürich-Süd. Als Mitglied des Nationalrates beteiligte er sich intensiv an den Debatten um die Totalrevision der Bundesverfassung. Mit sachlichen Argumenten gewann er auch bei seinen politischen Gegnern Respekt und Einfluss. Er stand der Subventionierung der Gotthardbahn durch den Bund ablehnend gegenüber, da er sich von einer Bahn unter dem Splügenpass grössere Vorteile für den Kanton Zürich versprach. 1875 verzichtete er auf eine erneute Kandidatur und machte gesundheitliche Gründe dafür geltend; vermutlich dürfte jedoch seine Opposition gegen die Gotthardbahn eine Rolle gespielt haben. Nachdem sein Freund Wilhelm Hertenstein 1879 in den Bundesrat gewählt worden war, übernahm Hauser dessen Sitz im Ständerat. 1880 verkaufte er seine Gerberei, um sich ganz der Politik widmen zu können, 1883 amtierte er als Ständeratspräsident.
Hauser hatte 1881 eine Kandidatur als Bundesrat abgelehnt. Nach Hertensteins Tod im November 1888 galt er dennoch als aussichtsreichster Kandidat für dessen Nachfolge. Am 13. Dezember 1888 wählte ihn die Bundesversammlung im ersten Wahlgang mit 117 von 174 gültigen Stimmen. Auf den katholisch-konservativen Johann Joseph Keel entfielen 52 Stimmen, auf weitere Personen fünf Stimmen. Noch am selben Tag erhielt er das Militärdepartement zugewiesen.

### Bundesrat

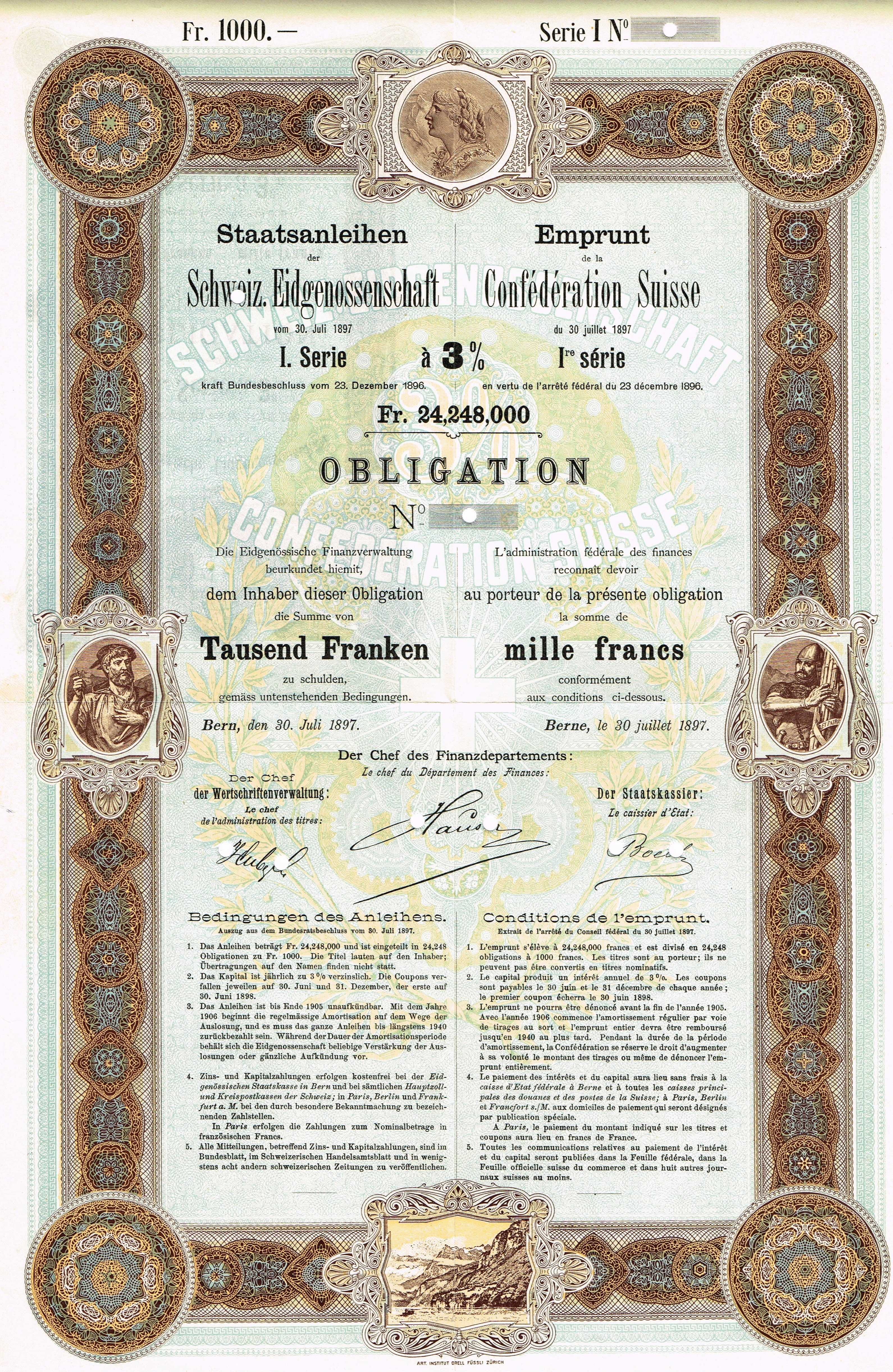
Obligation der Schweizerischen Eidgenossenschaft vom 30. Juli 1897 mit Unterschrift von Walter Hauser als Chef des Finanzdepartements.

In seinem neuen Amt, das er zu Beginn des Jahres 1889 antrat, schloss Hauser mehrere von seinem Vorgänger begonnene Projekte ab. Dazu gehörten die Anschaffung des Infanteriegewehrs 1889 und die Einführung von rauchlosem Pulver. Ebenso war der Bau der Gotthardfestung in vollem Gange. Ab 1891 stand Hauser dem Finanz- und Zolldepartement vor. 1892 war er erstmals Bundespräsident, musste aber nicht den üblichen Gepflogenheiten entsprechend vorübergehend das Politische Departement übernehmen, da Numa Droz dieses fest für sich beanspruchte. In Hausers zweitem Präsidialjahr 1900 war dies jedoch nicht der Fall; nach dem Tod von Numa Droz leitete er ab 1900 zusätzlich das Politische Departement (Auswärtiges).
Hauser galt als haushälterischer Finanzminister und profitierte von seiner langjährigen Erfahrung als Regierungsrat. Auf seine Initiative gingen wichtige Reformen zurück, darunter die Einführung der Finanzkontrolle. Man pries ihn als Retter der Bundesfinanzen, wobei er auch von stark steigenden Zolleinnahmen profitierte. Dank diesen konnte er genügend Mittel für die bevorstehende Verstaatlichung der Eisenbahnen bereitstellen. Mit seinem Projekt einer Staatsbank auf Bundesebene hatte er jedoch keinen Erfolg. Eine entsprechende Verfassungsänderung scheiterte am 27. Februar 1897 in einer Volksabstimmung. Erst 1907 erfolgte die Gründung der Schweizerischen Nationalbank.
Mitten während der Arbeit erlitt Hauser am 21. Oktober 1902 einen Schlaganfall, der ihn lähmte. Am darauf folgenden Tag starb er im Alter von 66 Jahren. In Wädenswil erinnern ein Denkmal und ein Strassenname an ihn.